# 旧州镇 (安顺市)
旧州镇，是中华人民共和国贵州省安顺市西秀区下辖的一个乡镇级行政单位。2021年1月19日，命名旧州镇为贵州省园林城镇。

## 行政区划
旧州镇下辖以下地区：
旧州社区、旧州村、把士村、新寨村、文星村、五翠村、浪塘村、松林村、高坡村、龙潭村、詹家屯村、横水村、罗官村、茶坡村、高车村、苏吕村、平寨村、甘塘村、朵嘎村、蒙村、西地村、汪寨村、木叶村、陇灰村和猛贡村。